# Bourgogne tonnerre
Le bourgogne-tonnerre est un vin blanc de Bourgogne. Il s'agit d'une dénomination géographique au sein de l'appellation d'origine contrôlée bourgogne.
Son aire de production s'étend sur six communes autour de Tonnerre (Dannemoine, Épineuil, Junay, Molosmes, Tonnerre et Vézinnes), dans l'Yonne. Il s'agit d'un des vignobles de la Basse-Bourgogne, (plus récemment appelée Grand Auxerrois). La superficie de production est approximativement de 80 hectares ces dernières années.

## Histoire

### Antiquité
L’édit de l'empereur romain Domitien, en 92 interdisait la plantation de nouvelles vignes hors d’Italie ; il fit arracher partiellement les vignes en Bourgogne afin d’éviter la concurrence. Mais Probus annula cet édit en 280.

### Moyen Âge
Dès le début du VIe siècle, l’implantation du christianisme avait favorisé l’extension de la vigne par la création d’importants domaines rattachés aux abbayes. Au Xe siècle, les moines des abbayes de Quincy et de Saint-Michel exploitent et développent la culture de la vigne ainsi que la vinification et l'élevage du vin. En 1416, Charles VI fixa par un édit les limites de production du vin de Bourgogne. En 1477, à la mort de Charles le Téméraire, le vignoble de Bourgogne fut rattaché à la France, sous le règne de Louis XI.

### Période contemporaine

#### XIXesiècle
Dans les décennies 1830-1840, la pyrale survint et attaqua les feuilles de la vigne. Elle fut suivie d'une maladie cryptogamique, l'oïdium. Arriva deux nouveaux fléaux de la vigne. Le premier fut le mildiou, autre maladie cryptogamique, le second le phylloxéra. Cet insecte térébrant venu d'Amérique mis très fortement à mal le vignoble bourguignon. Après de longues recherches, on finit par découvrir que seul le greffage permettrait à la vigne de pousser en présence du phylloxéra.

#### XXesiècle
Le mildiou provoqua un désastre considérable en 1910. Dans les années 1960-70 apparaît l'enjambeur qui remplace le cheval. Les techniques en viticulture et œnologie ont bien évolué depuis 50 ans (vendange en vert, table de triage, cuve en inox, pressoir électrique puis pneumatique...).

#### XXIesiècle
Avec la canicule de 2003, les vendanges débutèrent pour certains domaines cette année-là à la mi-août, soit avec un mois d'avance, des vendanges très précoces qui ne s'étaient pas vues depuis 1422 et 1865 d'après les archives. Par le décret du 17 juillet 2006, la dénomination géographique « tonnerre » est reconnue au sein de l'appellation bourgogne (on peut la rajouter à la suite, ce qui donne « bourgogne tonnerre »). Le cahier des charges de la dénomination est celui de l'appellation bourgogne, modifié en octobre 2009, puis en novembre 2011 et en décembre 2023.

### Étymologie
Le nom antique de la ville de Tonnerre est Turnodurum. Il s'agirait d'une forme reconstruite à partir des anciennes attestations : Ternoderum au IVe siècle, Ternodorensis castri et in Ternoderinsem au VIe siècle, pagus Tornotrincis en 670, Tornotrinse castrum en 814, Tornedurum en 1184. Il s'agit d'un composé celtique en *turno-duron signifiant « le marché de la hauteur ».

## Vignoble
L'aire de production correspond au territoire de six communes : Dannemoine, Épineuil, Junay, Molosmes, Tonnerre et Vézinnes, dans l'est de l'Yonne, sur des coteaux de part et d’autre de l'Armançon. Avec le bourgogne-épineuil, il forme le vignoble du Tonnerrois.
Selon le service des Douanes, la superficie revendiquée en 2023 sous l'appellation est de 78 hectares, exploités exclusivement en vins blancs. Cette surface était de 103 ha précédemment.

### Géologie et orographie
Le vignoble est établi sur les formations marno-calcaires du Kimméridgien et sur les calcaires du Portlandien, (datées de 152 et 142 millions d’années, pendant le Jurassique supérieur) donnant des sols calcaires clairs et caillouteux.

### Climatologie
Le climat tonnerrois est tempéré de type océanique, avec des tendances continentales (un peu plus sec, avec des hivers un peu plus froids). Il y fait assez chaud pour permettre la culture de la vigne même sur terrain plat, mais des gelées printanières peuvent détruire les bourgeons.
Pour la station météorologique de Tonnerre (aux Joudres, à 200 mètres d'altitude : 47° 52′ 05″ N, 3° 59′ 42″ E), les valeurs climatiques sont :
| Mois                              | jan. | fév. | mars | avril | mai  | juin | jui. | août | sep. | oct. | nov. | déc. | année |
| --------------------------------- | ---- | ---- | ---- | ----- | ---- | ---- | ---- | ---- | ---- | ---- | ---- | ---- | ----- |
| Température minimale moyenne (°C) | 1    | 0,8  | 2,5  | 5,4   | 8,8  | 12,2 | 14,1 | 13,4 | 10,4 | 8,1  | 4,4  | 1,6  | 6,9   |
| Température moyenne (°C)          | 3,7  | 4,4  | 7,4  | 11,2  | 14,3 | 18,1 | 20,3 | 19,5 | 16,2 | 12,6 | 7,7  | 4,4  | 11,7  |
| Température maximale moyenne (°C) | 6,5  | 8,1  | 12,3 | 17    | 19,8 | 23,9 | 26,4 | 25,6 | 22   | 17   | 10,9 | 7,2  | 16,4  |
| Nombre de jours avec gel          | 13,1 | 12,4 | 9,1  | 2,6   | 0,1  | 0    | 0    | 0    | 0    | 1,6  | 5    | 11,5 | 55,4  |
| Précipitations (mm)               | 58,8 | 53,5 | 58,5 | 49,8  | 80,6 | 67,6 | 47,1 | 65,1 | 53,1 | 73,7 | 61,7 | 73,4 | 742,9 |

| Diagramme climatique                                  |            |             |           |             |              |              |              |            |           |             |            |
| J                                                     | F          | M           | A         | M           | J            | J            | A            | S          | O         | N           | D          |
| 6,5158,8                                              | 8,10,853,5 | 12,32,558,5 | 175,449,8 | 19,88,880,6 | 23,912,267,6 | 26,414,147,1 | 25,613,465,1 | 2210,453,1 | 178,173,7 | 10,94,461,7 | 7,21,673,4 |
| Moyennes : • Temp. maxi et mini °C • Précipitation mm |            |             |           |             |              |              |              |            |           |             |            |

### Encépagement
Le cahier des charges étant commun à l'AOC bourgogne, le chardonnay B et le pinot blanc B sont autorisés comme cépages principaux, et le pinot gris G comme cépage accessoire. Dans la pratique, seul le chardonnay B compose les vins de la dénomination.
Ses grappes sont relativement petites, cylindriques, moins denses que celles du pinot noir, constituées de grains irréguliers, assez petits, de couleur jaune doré. De maturation de première époque comme le pinot noir, il s'accommode mieux d'une humidité de fin de saison avec une meilleure résistance à la pourriture s'il n'est pas en situation de forte vigueur. Il est sensible à l'oïdium et à la flavescence dorée. Il débourre un peu avant le pinot noir, ce qui le rend également sensible aux gelées printanières. Les teneurs en sucre des baies peuvent atteindre des niveaux élevés tout en conservant une acidité importante, ce qui permet d'obtenir des vins particulièrement bien équilibrés, puissants et amples, avec beaucoup de gras et de volume.

### Méthodes culturales

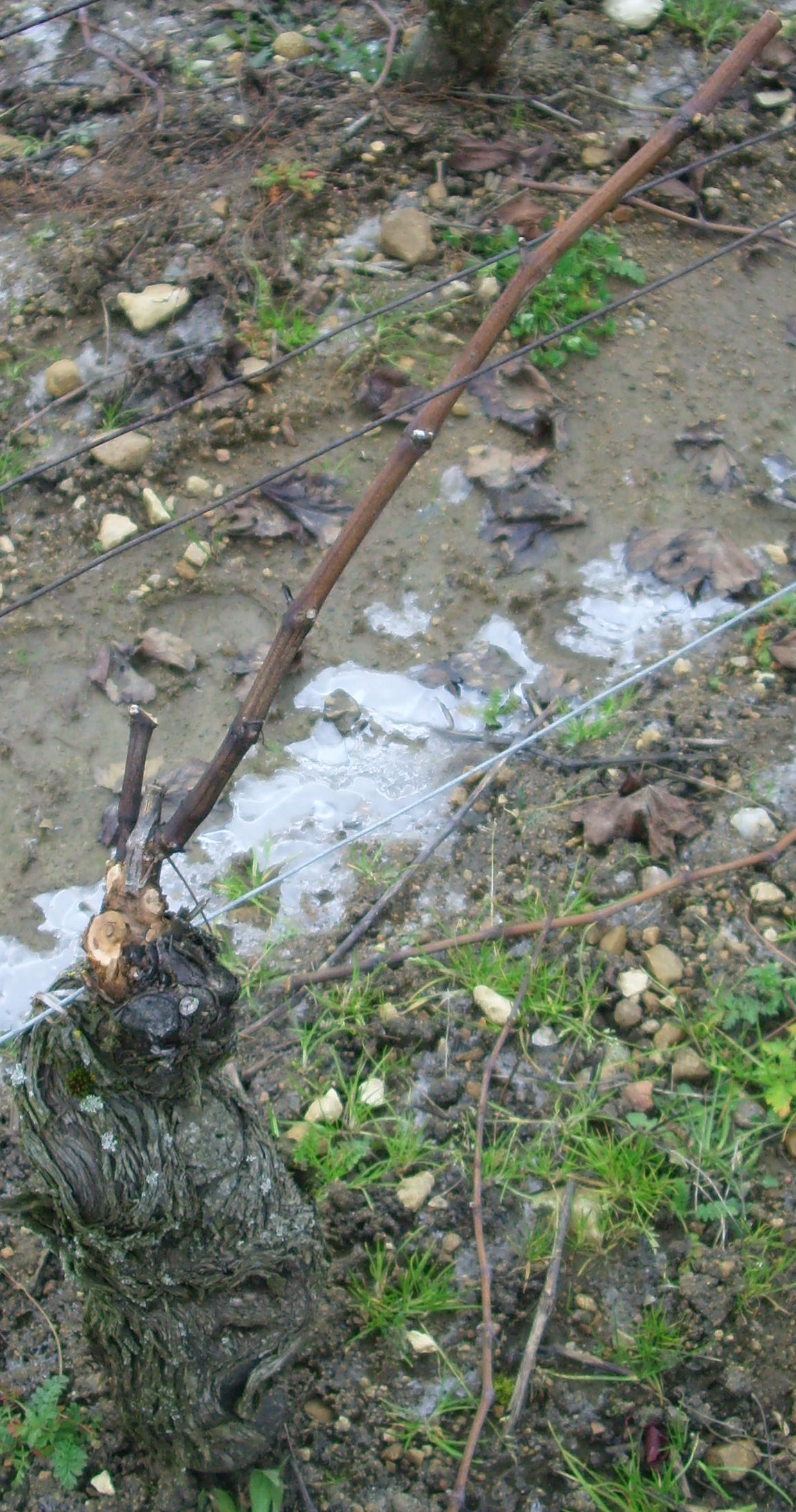
Pied de vigne taillé en Guyot simple.

#### Travail manuel
Ce travail commence par la taille, en « guyot simple », avec une baguette de cinq à huit yeux et un courson de un à trois yeux. Le tirage des sarments suit la taille. Les sarments sont enlevés et peuvent être brûlés ou mis au milieu du rang pour être broyés. On passe ensuite aux réparations. Puis vient le pliage des baguettes. Éventuellement, après le pliage des baguettes, une plantation de nouvelles greffes est réalisée. L'ébourgeonnage peut débuter dès que la vigne a commencé à pousser. Cette méthode permet, en partie, de réguler les rendements. Le relevage est pratiqué lorsque la vigne commence à avoir bien poussé. En général, deux à trois relevages sont pratiqués. La vendange en vert est pratiquée de plus en plus dans cette appellation. Cette opération est faite dans le but de réguler les rendements et surtout d'augmenter la qualité des raisins restants. Pour finir avec le travail manuel à la vigne, se réalise l'étape importante des vendanges.

#### Travail mécanique
L'enjambeur est d'une aide précieuse. Les différents travaux se composent du broyage des sarments, réalisé lorsque les sarments sont tirés et mis au milieu du rang. De trou fait à la tarière, là où les pieds de vignes sont manquants, en vue de planter des greffes au printemps. De labourage ou griffage, réalisé dans le but d'aérer les sols et de supprimer des mauvaises herbes. De désherbage fait chimiquement pour tuer les mauvaises herbes. De plusieurs traitements des vignes, réalisés dans le but de les protéger contre certaines maladies cryptogamiques (mildiou, oïdium, pourriture grise, etc.) et certains insectes (eudémis et cochylis). De plusieurs rognages consistant à couper les branches de vignes (rameaux) qui dépassent du système de palissage. Des vendanges mécaniques se réalisant avec une machine à vendanger ou une tête de récolte montée sur un enjambeur.

### Rendements
Selon le cahier des charges de l'appellation, le rendement maximum doit être de 63 hectolitres par hectare, pouvant monter jusqu'au rendement butoir fixé à 77 hl/ha.
Les rendements déclarés récemment sont :
| Année | Superficie (ha) | Production (hl) | Rendement (hl/ha) |
| ----- | --------------- | --------------- | ----------------- |
| 2020  | 71              | 3 244           | 46                |
| 2021  | 88              | 1 572           | 18                |
| 2022  | 86              | 5 027           | 58                |
| 2023  | 78              | 5 716           | 73                |
| 2024  | 89              | 2 764           | 31                |

## Vins

### Titres alcoométriques volumique minimal et maximal
Le titre alcoométrique volumique naturel est de 10,5 % et le titre alcoométrique volumique total après enrichissement ne peut dépasser 13 %.

### Vinification et élevage
Voici les méthodes générales de vinification de cette appellation. Il existe cependant des petites différences de méthode entre les différents viticulteurs et négociants.

#### Vinification en blanc

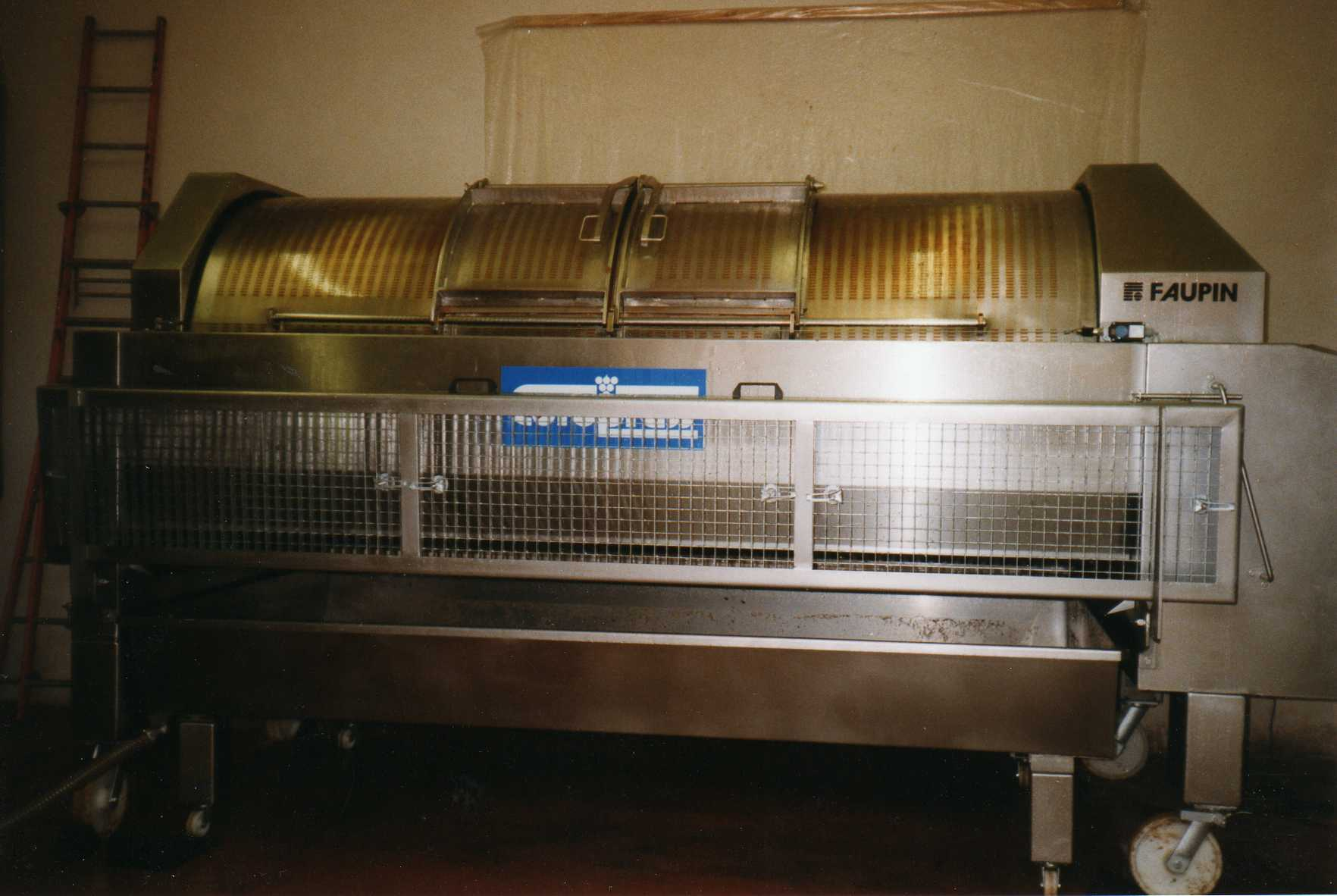
Pressoir pneumatique servant au pressurage

Comme pour le rouge, la récolte est manuelle ou mécanique et peut être triée. Les raisins sont ensuite transférés dans un pressoir pour le pressurage. Une fois le moût en cuve, le débourbage est pratiqué généralement après un enzymage. À ce stade, une stabulation préfermentaire à froid (environ 10 à 12 degrés pendant plusieurs jours) peut être recherchée pour favoriser l'extraction des arômes. Mais le plus souvent, après 12 à 48 heures, le jus clair est soutiré et mis à fermenter. La fermentation alcoolique se déroule avec un suivi tout particulier pour les températures qui doivent rester à peu près stables (18 à 24 degrés). La chaptalisation est aussi pratiquée pour augmenter le titre alcoométrique volumique si nécessaire. La fermentation malolactique est réalisée en Fûts ou en cuves. Les vins sont élevés « sur lies », en fûts, dans lesquels le vinificateur réalise régulièrement un bâtonnage, c'est-à-dire une remise en suspension des lies. Cette opération dure pendant plusieurs mois au cours de l'élevage des blancs. À la fin, la filtration du vin est pratiquée pour rendre les vins plus limpides. La mise en bouteille clôture l'opération.

### Gastronomie
Les tonnerres présentent une robe jaune-vert pâle, avec des reflets jaune argenté. Le nez rappelle le zeste de citron, la fleur d’acacia, la poire, la pêche, le fenouil, les fruits à coque, l’orgeat, parfois aussi l’ananas et les fruits de la passion. La bouche a une bonne longueur, ponctuée par de la salinité et des arômes citronnés, anisés et de réglisse. Ces vins se montrent équilibrés, ronds et souples, minéraux, avec une sensation veloutée.
La note du bourgogne-tonnerre iodée (sa salinité) permet l'accompagnement avec les huîtres, les fruits de mer, les coquillages, les sushis, les tartares de poissons et de crustacés. Les vins plus matures peuvent s'associer aux cuisinés à la vapeur, aux risottos de légumes, aux plats à tonalité terre-mer, aux fromages crémeux, mais aussi aux viandes blanches en sauce ou encore le foie gras.
Temps de garde de trois à cinq ans. Température de service : 12 à 14 °C.

## Économie

### Structure des exploitations
Il existe des domaines de tailles différentes. Ces domaines mettent tout ou une partie de leurs propres vins en bouteilles et s'occupent aussi de le vendre. Les autres, ainsi que ceux qui ne vendent pas tous leurs vins en bouteilles, les vendent aux maisons de négoce.
Les maisons de négoce achètent leurs vins, en général, en vin fait (vin fini) mais parfois en raisin ou en moût. Elles achètent aux domaines et passent par un courtier en vin qui sert d'intermédiaire moyennant une commission de l'ordre de 2 % à la charge de l'acheteur.
Les caves coopératives et leurs apporteurs sont des vignerons. Ces derniers peuvent leur amener leurs récoltes, ou bien la cave coopérative vendange elle-même (machine à vendanger en général).

### Commercialisation
La commercialisation de cette appellation se fait par divers canaux de vente : dans les caveaux du viticulteur, dans les salons des vins (vignerons indépendants, etc.), dans les foires gastronomiques, par exportation, dans les Cafés-Hôtels-Restaurants (C.H.R), dans les grandes et moyennes surfaces (G.M.S).

### Producteurs de l'appellation
Liste des producteurs :
- Domaine Jérémy Arnaud (Viviers) ;
- Domaine Marc Cameron (Augy) ;
- Domaine Carré (Noyers) ;
- Domaine Nicolle Charly (Fleys) ;
- Domaine Hervé Dampt (Collan) ;
- Domaine des Vins Vieux (Lignorelles) ;
- Domaine du Petit Béru (Tonnerre) ;
- Domaine Felix et Fabrice Durand (Molosmes) ;
- Domaine Fournillon (Bernouil) ;
- Domaine Dominique Gruhier (Épineuil) ;
- Domaine Roland Lavantureux (Lignorelles) ;
- Domaine Marsoif (Serrigny) ;
- Domaine Marsoif - Maison Rouge (Tonnerre) ;
- Masson Florent Vigneron - Domaine du Val Grévin (Épineuil) ;
- Domaine Alain Mathias (Épineuil) ;
- Domaine Perrette - chai Montéchérin (Étaule) ;
- Poitout L&C (Chablis) ;
- Domaine Laurent Roze (Molosmes) ;
- Domaine Jeremy Venon (Fleys) ;
- Vignoble Dampt Frères (Collan).